# Federación Venezolana de Fútbol
Federación Venezolana de Fútbol är Venezuelas fotbollsförbund med säte i Caracas. Förbundet grundades den 19 januari 1926 med uppgift att främja och administrera den organiserade fotbollen i Venezuela, och att företräda den utanför landets gränser. Förbundet är anslutet till Fifa sedan 1952, och medlem av CONMEBOL sedan 1952.